# بات وير
بات وير (بالإنجليزية: Pat Weir)‏ هو سياسي أسترالي، ولد في 25 فبراير 1960 في توومبا في أستراليا. حزبياً، نشط في الحزب الوطني الليبرالي في كوينزلاند. وقد انتخب عضو المجلس التشريعي ولاية كوينزلاند عن دائرة Electoral district of Condamine ‏ (31 يناير 2015 – ).